# アルピコハイランドバス

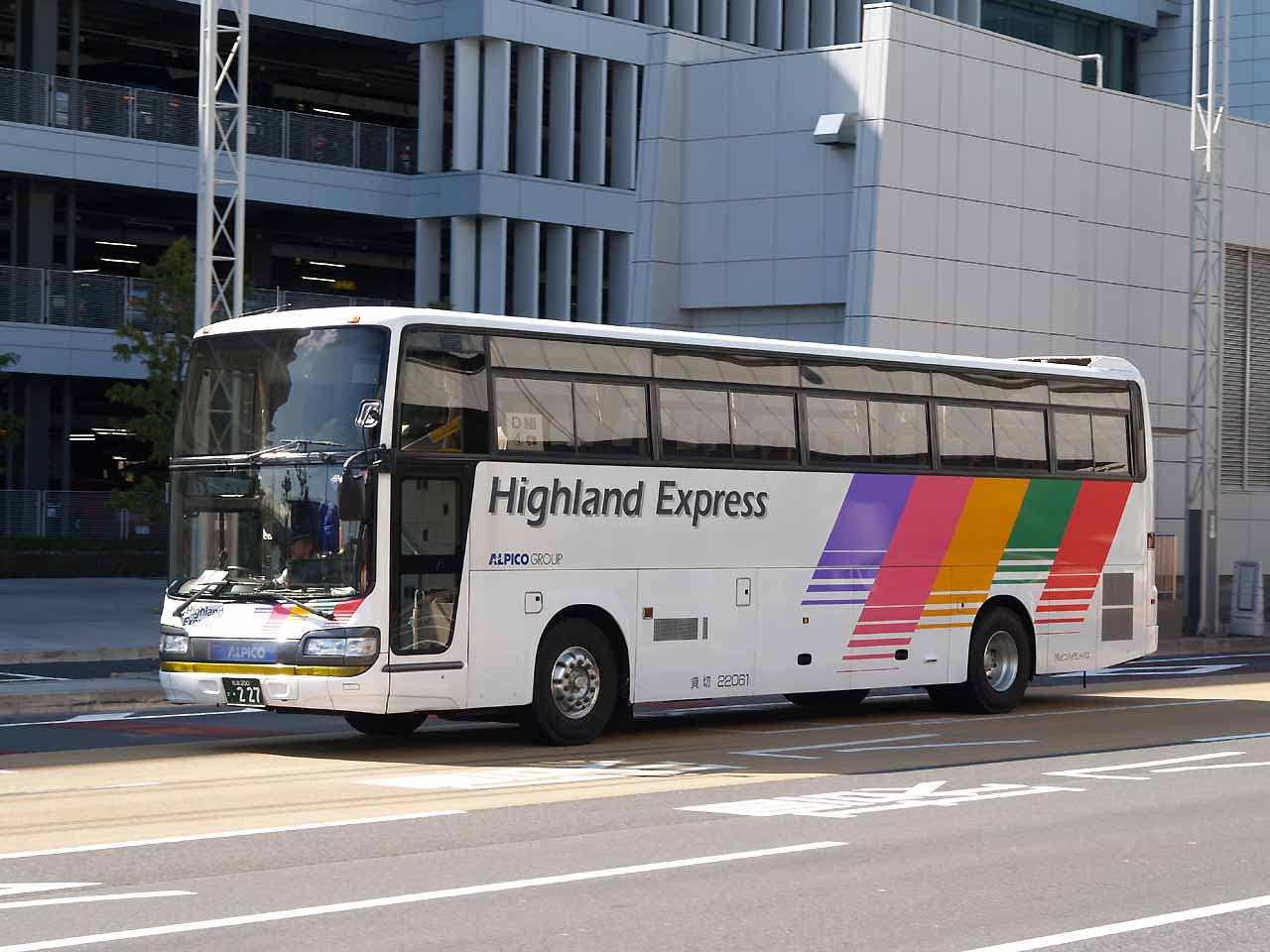
貸切バスの一例（日野・セレガR）

アルピコハイランドバスは、長野県松本市に本社を置く、アルピコグループに属するアルピコ交通の観光貸切バスのブランド名である。

## 営業区域
アルピコグループの貸切バス専業5社が合併して誕生。発足当初は長野県全域を発着とする営業を行っていたが、アルピコ交通東京およびアルピコ交通大阪（現：大阪支社）の発足により、東京都および大阪府を発着とする営業も行い、範囲を拡大している。

## 沿革

### 年表
- 1971年8月 松本電気鉄道より貸切バス事業の一部を分離し、松電観光バスとして設立。
- 1985年2月 川中島グリーン観光バスを設立。
- 1986年3月 上越観光バスを設立。
- 1987年2月 諏訪観光バスを設立。
- 1990年5月 松電中央観光バスを設立。
- 2000年4月 アルピコグループの貸切バス専業5社が合併し、アルピコハイランドバスに商号変更。
- 2007年12月 アルピコグループの他18社とともに、メインバンクの八十二銀行に対し、私的整理ガイドラインに則った再生支援を要請。
- 2009年1月 松本電気鉄道に吸収合併。合併後も「アルピコハイランドバス」ブランドで貸切バスを営業。
- 2011年4月 松本電気鉄道が川中島バス・諏訪バスを合併し、新会社アルピコ交通の貸切バス部門となる。

### 旧会社情報
1971年8月に松本電気鉄道（現、アルピコ交通）から分離して設立された松電観光バスが前身。2000年4月にグループ内の貸切専業4社と合併してアルピコハイランドバス株式会社となったが、2009年1月に松本電気鉄道に吸収合併された。合併後はブランド名として存続している。
合併後は松本ドライブイン跡地に設置された。
松本電気鉄道に編入後は今のアルピコ交通本社敷地内に移転され、その跡地には日本梱包運輸倉庫の松本営業所が建てられた。

## 車両
日野・三菱ふそう・いすゞの3メーカーを採用している。グループ内の車両番号は20000番台を採用している。